# Mounkaïla Aïssata
Mounkaïla Aïssata est une femme politique nigérienne.

## Biographie
Aissata Mounkaila est une femme politique nigérienne née en 1942. Elle devient en 1989  l'une des premières cinq femmes élues à l'Assemblée nationale.

## Vie politique
Une des pionnières dans la lutte pour la prise en compte de la condition des femmes dans tous les aspects de la vie nationale, elle est l’unique nigérienne à avoir exercé quatre mandats parlementaires à l'assemblée nationale du Niger.
Elle est également membre du Parlement panafricain, où elle est membre de la commission sur le genre, la famille, la jeunesse et les personnes handicapées.
Après la marche du 13 Mai 1991 pour arracher leur participation à la conférence nationale souveraine du Niger, les femmes Nigériennes se sont décidées à continuer le combat en s’impliquant totalement dans la vie démocratique du pays. Aissata Mounkaila fait partie des femmes qui ont pris part aux élections de 1993.